# 세피로스
세피로스(セフィロス)는 파이널 판타지 시리즈의 캐릭터이자 스퀘어 (비디오 게임 기업)(현재 스퀘어 에닉스)에서 개발한 파이널 판타지 VII의 주요 적대자이다. 거대 기업 신라의 전직 군인이었던 그는 아직 태아였을 때 신라가 외계 생명체 제노바의 세포를 주입한 실험의 결과 초인적인 생리학을 소유하고 있다. 이를 발견한 세피로스는 분노에 사로잡혀 행성을 장악하기로 결정하고, 클라우드와 게임의 다른 주인공들은 그를 막으려 한다. 스토리에서 세피로스의 배경과 역할은 파이널 판타지 VII 컴필레이션에서 확장된다. 또한 그는 킹덤 하츠 시리즈의 반복되는 보스, 슈퍼 스매시브라더스 얼티밋의 플레이 가능한 캐릭터와 같은 다른 비디오 게임 및 미디어에서 게스트 캐릭터로 등장한다.
캐릭터 디자이너 노무라 테츠야는 세피로스를 게임의 주인공인 클라우드 스트라이프(Cloud Strife)의 적대자이자 포일(foil)로 구상하고 디자인했다. 일본어로 세피로스의 성우는 모든 출연에서 성우 모리카와 토시유키가 맡았다. 그 외 성우는 에르게이즈의 미키 신이치로, 에버 크라이시스의 우메하라 유이치로가 맡았다. 영어로 세피로스의 목소리는 킹덤 하츠(2002)에서 랜스 배스가 맡았고, 킹덤 하츠 2(2005)와 파이널 판타지 VII 메타시리즈 컴필레이션(2004~현재)에서는 조지 뉴번이 맡았다. 파이널 파타지 VII 리메이크에서 뉴번은 리마스터된 크라이시스 코어: 파이널 판타지 VII 리유니온(2022)에서 그가 반복 출연되는 역할인 타일러 헤클린의 뒤를 이었다.
세피로스는 비디오 게임 커뮤니티 내에서 좋은 평가를 받았으며 내러티브에서의 역할과 높은 도전 수준을 바탕으로 수많은 최고의 비디오 게임 악당 및 파이널 판타지 캐릭터 목록에서 높은 순위를 차지했다. 그는 자신의 외계 유산을 알고 인간성을 잃은 파이널 판타지의 악당으로, 자신의 정신적 약점을 이용해 클라우드를 타락시키려 한다는 분석의 대상이기도 했다.